# If I Could (bài hát của Wiley)
"If I Could" là một đĩa đơn của nghệ sĩ nhạc grime người Anh Wiley, với sự góp mặt của ca sĩ-nhạc sĩ người Anh Ed Sheeran. Đó là đĩa đơn thứ hai từ đĩa mở rộng của Wiley, Chill Out Zone. Nó được phát hành vào ngày 15 tháng 5 năm 2011 dưới dạng tải kĩ thuật số tại Vương quốc Anh. Video âm nhạc của bài hát cũng được đăng lên YouTube vào ngày 1 tháng 5 năm 2011. Video được quay tại Kingston, Jamaica và do Ben Peters đạo diễn.

## Danh sách track
- Tải kĩ thuật số

1. "If I Could" - 3:07

## Danh sách những người tham gia
- Giọng ca chính – Wiley & Ed Sheeran
- Nhà sản xuất – Jay Weathers
- Lời – Richard Cowie & Ed Sheeran
- Hãng thu âm: Elusive Entainment

## Xếp hạng
| Bảng xếp hạng (2011) | Vị trí cao nhất |
| -------------------- | --------------- |
| Anh Quốc Indie (OCC) | 26              |

## Lịch sử phát hành
| Quốc gia | Ngày phát hành      | Định dạng       | Hãng đĩa           |
| -------- | ------------------- | --------------- | ------------------ |
| Anh Quốc | 15 tháng 5 năm 2011 | Tải kĩ thuật số | Elusive Entainment |